# Balatan
Balatan est une municipalité des Philippines située dans le sud de la province de Camarines Sur, sur l'île de Luçon. Au recensement de 2015, elle avait 30 922 habitants.

## Histoire
La municipalité de Balatan a été fondée le 3 décembre 1951 par scission de celle de Nabua.

## Géographie
La municipalité est divisée en 17 barangays :
- Cabanbanan
- Cabungan
- Camangahan
- Cayogcog
- Coguit
- Duran
- Laganac
- Luluasan
- Montenegro (jadis Maguiron, renommée en hommage au maire Candido Montenegro)
- Pararao (Parao)
- Siramag
- Pulang Daga
- Sagrada Nacacale
- San Francisco
- Santiago Nacacale
- Tapayas
- Tomatarayo